# Gabčíkovo
Gabčíkovo (Hongaars: Bős) is een Slowaakse gemeente in de regio Trnava, en maakt deel uit van het district Dunajská Streda.
Gabčíkovo telt 5.209 inwoners. Gabčíkovo is vernoemd naar Jozef Gabčík die in 1942 mede de aanslag op Reinhard Heydrich pleegde.

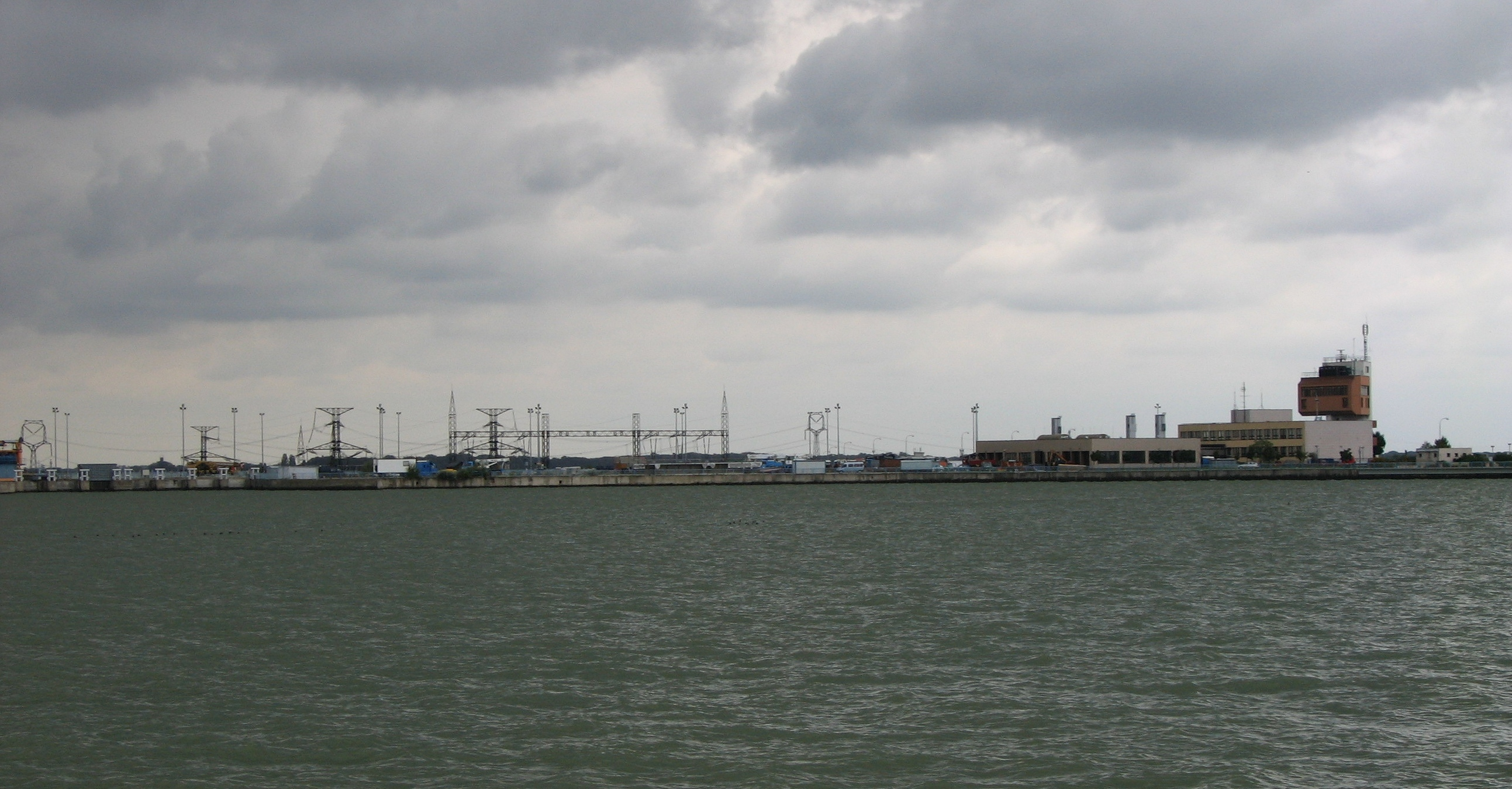
Gabčíkovo